# Metahomaloptera omeiensis
Metahomaloptera omeiensis is een straalvinnige vissensoort uit de familie van de steenkruipers (Balitoridae). De wetenschappelijke naam van de soort is voor het eerst geldig gepubliceerd in 1944 door Chang.